# Seoul Regional Office of Military Manpower (métro de Séoul)
Seoul Regional Office of Military Manpowe (en coréen : 서울지방병무청역) est une station de passage de la ligne Sillim du métro de Séoul. Elle est située au 466-41 Daebang-dong, dans l'arrondissement de Dongjak-gu à Séoul en Corée du Sud.
Ouverte en 2022, la station est desservie par les rames automatiques qui circulent sur la ligne.

## Situation sur le réseau

Plan du réseau (2023)

Établie en souterrain, la station de passage Seoul Regional Office of Military Manpower est située sur la ligne Sillim du métro de Séoul, entre la station Daebang, en direction de la station terminus nord Saetgang, et la station Boramae, en direction de la station terminus sud Gwanaksan.

## Histoire
La station Seoul Regional Office of Military Manpower est mise en service le 28 mai 2022, lors de l'ouverture à l'exploitation des 8,1 km de la ligne Sillim du métro de Séoul,.

## Services aux voyageurs

### Accès et accueil
Établie au 466-41 Daebang-dong,, la station dispose de deux niveaux en sous-sol : au niveau le plus profond se situe la station avec ses deux voies encadrées par deux quais latéraux équipés de portes palières. Deux ascenseurs, deux escaliers et deux escaliers mécaniques, permettent les liaisons avec la mezzanine ou l'on trouve notamment les automates pour l'achat des titres de transport et les tourniquets de contrôle. Deux ascenseurs font directement le lien avec la surface ou l'on trouve deux accès/sorties, numéroté 1 et 2, équipés chacun de trois escaliers mécaniques. Outre les ascenseurs, la station dispose de toilettes et d'une salle de soin pour les personnes en situation de handicap.

### Desserte
Seoul Regional Office of Military Manpower est desservie par les rames automatiques de la ligne Sillim.

Installations
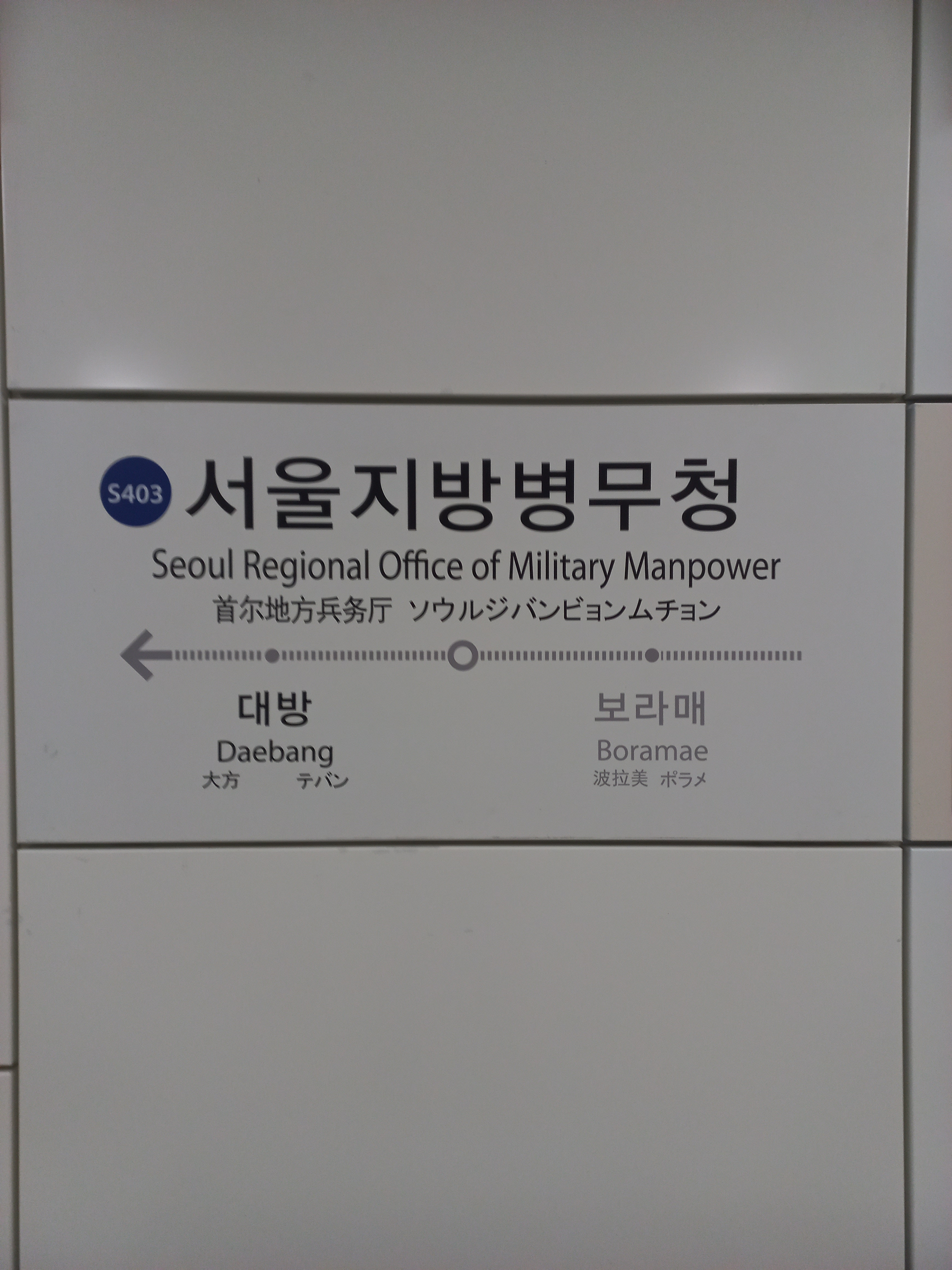
En 2022.
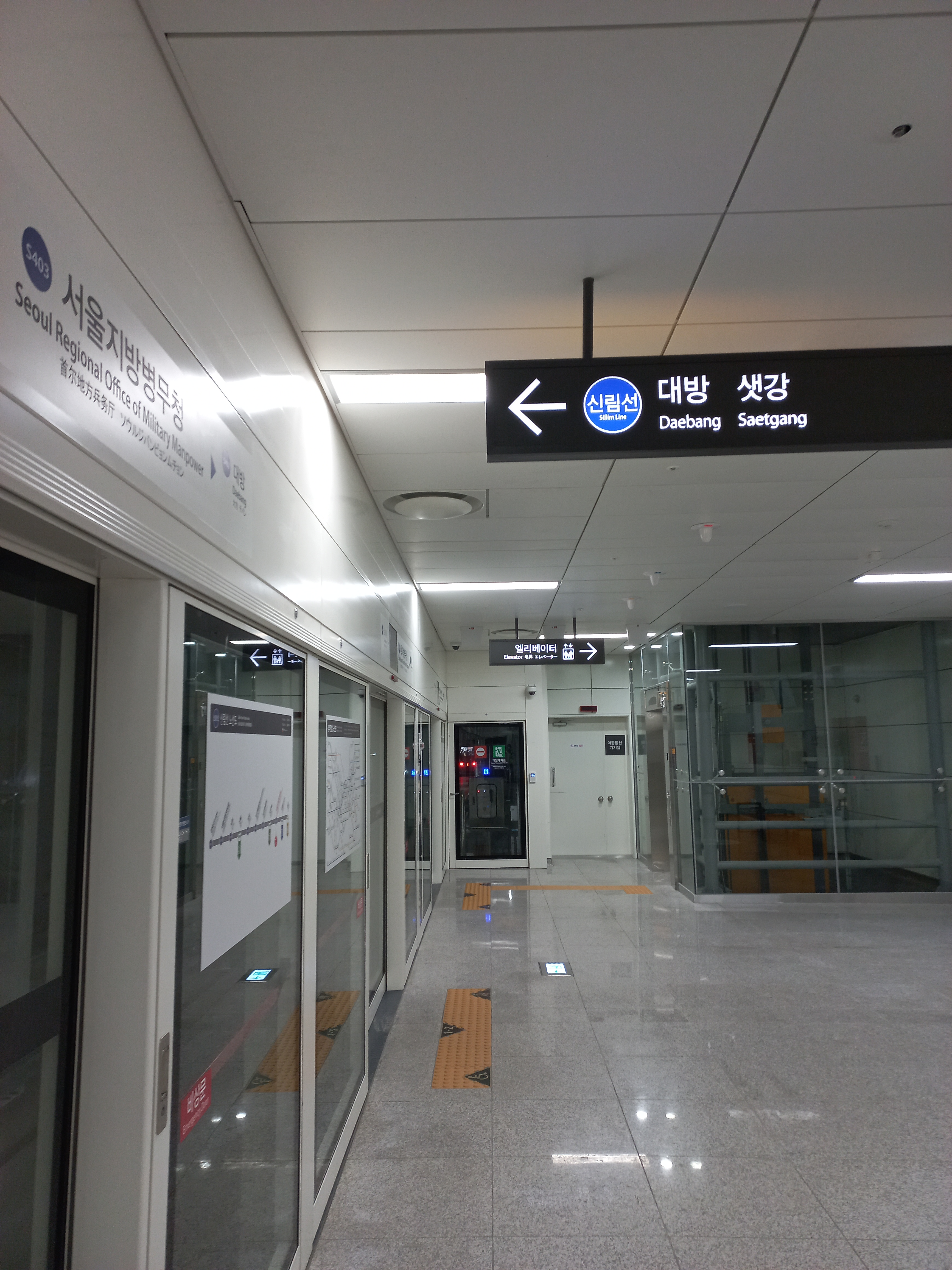
En 2022.

### Intermodalité
Des arrêts de bus sont situés à proximité des accès.

## À proximité
La station dessert : des administrations, des établissements scolaires et un quartier résidentiel.